# Вија Казе Спарсе (Рим)
Вија Казе Спарсе је насеље у Италији у округу Рим, региону Лацио.
Према процени из 2011. у насељу је живело 20 становника. Насеље се налази на надморској висини од 697 м.